# Rhachidomorpha brasiliae
Rhachidomorpha brasiliae är en mångfotingart som först beskrevs av Henri W. Brölemann 1902.  Rhachidomorpha brasiliae ingår i släktet Rhachidomorpha och familjen Rhachodesmidae. Inga underarter finns listade i Catalogue of Life.